# 埃托勒 (科多尔省)
埃托勒（法語：Étaules，法語發音：[etol]）是法国科多尔省的一个市镇，位于该省东部，省会第戎市区西北，属于第戎区。

## 地理
埃托勒（47°24'25"N, 4°56'39"E）面积16.71 平方千米，位于法国勃艮第-弗朗什-孔泰大區科多尔省，该省份为法国中东部省份，北起奥布省，西接涅夫勒省和约讷省，南至索恩-卢瓦尔省，东南接汝拉省，东临上索恩省，东北部与上马恩省接壤。
与埃托勒接壤的市镇（或旧市镇、城区）包括：梅西尼和旺图、达鲁瓦、瓦勒叙宗、欧特维尔莱第戎。
埃托勒的时区为UTC+01:00、UTC+02:00（夏令时）。

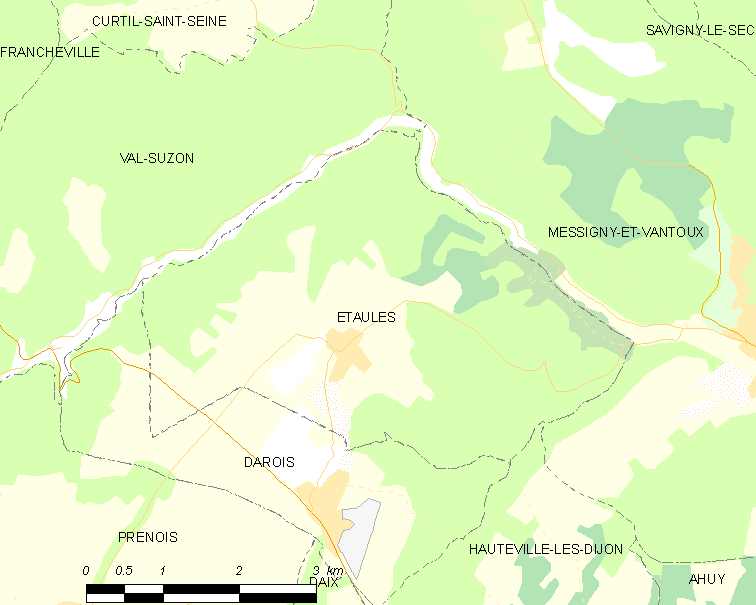
埃托勒的OSM定位图

## 行政
埃托勒的邮政编码为21121，INSEE市镇编码为21255。

## 政治
埃托勒所属的省级选区为方丹莱第戎县。

## 交通
科多尔省省道D104线经过境内。

## 人口

1962-2008年间埃托勒人口变化图示

埃托勒于2022年1月1日时的人口数量为349人。